# Watching the Wheels
«Watching the Wheels» es un sencillo del músico británico John Lennon, publicado de forma póstuma tras su asesinato el 8 de diciembre de 1980. Supuso el tercer y último sencillo extraído del álbum de 1980 Double Fantasy.
"Watching the Wheels" concierne al periodo en el que Lennon estuvo retirado de la industria musical, desde 1975 hasta 1980, para ver crecer a su hijo Sean junto a Yoko. El segundo verso contiene una alusión al Mito de la caverna de Platón.
La canción incluye un dulcémele que acompaña al piano principal. La cara B del sencillo incluye el tema "Yes, I'm Your Angel", de Yoko Ono.
La fotografía usada para la portada fue tomada por Paul Goresh, fan de John Lennon. Goresh también tomaría la instantánea que retrata el momento en que Lennon firmó una copia de Double Fantasy a Mark David Chapman horas antes de ser asesinado.
"Watching The Wheels" fue versionada por Matisyahu para el álbum Instant Karma: The Amnesty International Campaign to Save Darfur.
Así mismo, "Watching the Wheels" fue versionada y adaptada dos veces al idioma español por Charly García, siendo la primera versión aquella que aparece en su álbum de 2010 Kill Gil, siendo titulada en dicha ocasión como "Mirando las Ruedas". 
En 2024 Charly García la volvería a incluir en su álbum La Lógica del Escorpión, aunque esta vez la canción vendría con su título original en inglés, la letra siguió siendo una adaptación al español hecha por el mismísimo Charly García. 
- Datos: Q2703135